# Финляндский 2-й стрелковый полк
2-й Финляндский стрелковый полк — пехотная воинская часть Русской императорской армии.
Старшинство — 31 июля 1877.
Полковой праздник — 22 октября.
Место постоянной дислокации — г. Тавастгус (с 1903 по 1910), г. Гельсингфорс (с 1910 по 1914)

## История
- 17.01.1811 — сформирован Калужский местный батальон.
- 31.07.1877 — из кадра Калужского местного батальона сформирован 34-й резервный пехотный батальон.
- 23.04.1878 — батальон поступил в состав 18-го резервного пехотного полка 1-м батальоном.
- 10.10.1878 — полк переформирован в 4-й резервный пехотный батальон (кадровый).
- 30.08.1881 — включён в состав 1-й Местной бригады для несения внутренней службы в Эстляндской губернии.
- 25.03.1891 — Оровайский резервный батальон.
- 19.09.1892 — переформирован во 2-й Финляндский стрелковый полк в составе 2-х батальонов (старшинство Оровайского резервного батальона).
- 20.12.1901 — половина полка отчислена на формирование 6-го Финляндского стрелкового полка.
- 01.03.1914 — одна рота отчислена на формирование 15-го Финляндского стрелкового полка.
- 29.07.1914 — выступил на фронт в район Варшавы в составе 1-й Финляндской стрелковой бригады XXII армейского корпуса. Отличился в событиях Первой мировой войны, в частности, в Наступлении Юго-Западного фронта 1916 г.[1]
- 08.05.1915 — переформирован в состав 3-х батальонов.
- 24.01.1917 — один батальон обращён на формирование полков 5-й Финляндской стрелковой дивизии.

## Командиры
- 11.02.1897—16.03.1900 — полковник Рагозин Александр Николаевич
- 02.04.1900—25.02.1901 — полковник Кайгородов Михаил Никифорович
- 16.04.1901—01.06.1904 — полковник Дебеш Сергей Евстафьевич
- 06.08.1904—28.11.1908 — полковник Жданко Александр Ефимович
- 13.12.1908—24.09.1913 — полковник Адриан Владимирович Усов
- 24.09.1913—26.06.1915 — полковник Скобельцын Владимир Степанович
- 16.07.1915—21.11.1915 — полковник Левитский Вячеслав Иванович
- 21.11.1915—после 02.11.1916 — полковник Зильберг Александр-Генрих-Йохан Александрович